# أسوار بريدة
أسوار بُرَيدَة القديمة هي من أولويات التخطيط والإنشاء في البلدة لبناء المساكن والمرافق، لأنها الدرع الواقي لمن في داخلها من الغزاة وغيرهم، من الذين قد لا يمنعهم إلا حماية الأسوار وحراسها.
ويحرصون على بنائها من خامات البناء المتوفرة في أراضيهم، من أحجار وطين والتي يُحضِرونها من مقاطع الجبال ومطاين التربة القريبة من البلدة، على ظهور الإبل والحمير والبغال، وفي البدء لعملية البناء فإنهم يخططون ويحددون الأسوار ومواقع القلاع والأبواب، ويحفرون الأساس للأحجار حفر عميقة تصل لأكثر من ثلاثة أذرع، و سُمكِه قد يسير عليه البعير لتفريغ الطين لمواصلة البناء، 

## ومن الأسوار القديمة فيبريدة
1- سور الدريبي : وهو أول سور بُنِيَ ومعروفاً في بريدة وقد بناه الأمير حمود بن راشد الدريبي من إمارة آل أبو عليان، تقدر مساحة المنطقة العمرانية المحيطة بالسور ب 8000 متر مربع، ويبلغ طول محيطه أكثر من 360 متر
2- سور حجيلان بن حمد : المشهور بتصديه لحصار الغزاة وهو أمنع سور أدير حول بريدة في كل تاريخها لأنه صمد للمَدافِع والآليات. وقد عجزت عنه مَدَافِع العراق بقيادة ثويني ومَدَافِع مصر التي أحضرها إبراهيم باشا
3- سور حسن المهنا : بَناه حسن بن مهنا أبا الخيل عام 1890 ميلادية.
4- سور صالح الحسن : أقيم عام 1321هـ ودُعِمَ بالأبراج والمحاريب وكان آخر سور في بريدة حتى الآن 